# Camilo Monroy Romero
Camilo Eduardo Monroy Romero (nacido el 30 de junio de 1934 en el municipio de Sucre, en el Departamento del mismo nombre, Colombia y fallecido en Barranquilla, Atlántico, el 24 de septiembre de 2016) es un periodista y abogado colombiano.

## Reseña biográfica

### Nacimiento e infancia
Camilo Monroy Romero nació el 30 de junio de 1934 en el Municipio de Sucre, originalmente del Departamento de Bolívar y que luego pasó a formar parte del Departamento de Sucre. Hijo de Julio César Monroy Rómulo, de Sincé, y Doña Pura Romero, de Galeras, del Departamento de Sucre. Estudió la escuela elemental en el municipio de Sucre, donde a la sazón vivió Gabriel García Márquez, gran amigo de la familia Monroy Romero. Camilo inició estudios secundarios en Sincelejo y en Barranquilla (Atlántico) se graduó de bachiller en el Colegio Barranquilla para Varones en el año 1952.

### Periodista
En Barranquilla, Camilo se encontró con su amigo Gabriel García Márquez, quien trabajaba como redactor en el diario El Heraldo y lo recomendó para el oficio de corrector de pruebas, donde permaneció alrededor de un año para luego viajar a Bogotá donde además de iniciar estudios de Derecho en la Universidad Nacional de Colombia, actuó como corresponsal económico del diario El Colombiano de Medellín. Años después, en Barranquilla, terminó sus estudios de Derecho en la Universidad Libre (Colombia) y con posterioridad se especializó en derecho procesal en la Universidad del Atlántico, dónde recibió el título de "Doctor en Derecho y Ciencias Sociales". En Bogotá, trabajó además como redactor de la Agencia Nacional de Noticias TELEPRENSA del famoso periodista Carlos Villar Borda. Luego ingresó a la redacción del diario El Independiente, dirigido por el expresidente Alberto Lleras Camargo, periódico éste reemplazante de El Espectador, recién clausurado por el dictador Gustavo Rojas Pinilla en 1956. En su calidad de dirigente estudiantil, viajó a un congreso internacional con sede en Praga y luego recorrió varios países europeos. En 1960 regresó a Barranquilla y fundó la Agencia Nacional de Noticias TELEREPORTER, a la cual fue vinculando periodistas empíricos locales a los que con el trabajo de reportería les iba dando indicaciones de la técnica del periodismo moderno, hasta completar siete excelentes reporteros, lo cual llenó de admiración al vecino magistrado del Tribunal Administrativo del Atlántico Mario Ceballos Araújo, para entonces empeñado en la fundación de la Universidad Autónoma del Caribe. Y así fue como se "llevó" a Camilo y a su agencia de noticias para crear la facultad de Comunicación Social de la recién creada institución académica. En esta época fue contratado como jefe de redacción del Diario del Caribe, dirigido por el escritor Álvaro Cepeda Samudio y donde trabajó con Plinio Apuleyo Mendoza.
En la década de los años 60 luego de la fundación de la facultad de comunicación social de la Universidad Autónoma del Caribe, se desempeñó como primer decano y fue profesor de varias materias. De igual modo, en su condición de egresado de la Facultad de Derecho de la Universidad Libre de Colombia y teniendo en cuenta su experiencia con la Universidad Autónoma del Caribe se le solicitó que gestionara la creación de la facultad de medicina en la Universidad Libre, Seccional Barranquilla, y como tal asumió la secretaría general provisional de esa unidad docente, mientras se agilizaba la creación de la misma.
El personal de redactores de TELEREPORTER, que ya no eran tan empíricos por su capacitación en esta agencia de noticias, prestó un gran servicio en la elaboración primero, del diario hablado en tres emisiones de RADIO LIBERTAD (recién fundada ésta), y luego, cuando Marcos Pérez Caicedo asumió la dirección de ese noticiero con el nombre de "Informando", Camilo y el personal que lo acompañaba asumieron la preparación diaria de boletines noticiosos cada media hora a partir de la despedida de ese programa en la mañana hasta las doce de la noche. Además, Camilo hizo el programa "Barranquilla en marcha" de 9 a 10 AM en la misma RADIO LIBERTAD, con llamadas telefónicas con quejas y reclamos de Barranquilla y el Departamento del Atlántico, así como de los demás departamentos del Caribe Colombiano cubiertos por la señal de la emisora. Fue tanta la popularidad de ese programa que en agradecimiento por la solución de muchos problemas locales y regionales, que la ciudadanía llevaba obsequios consistentes en gallinas, quesos, suero, yuca, plátano y en general productos típicos de cada región ayudada.

### Abogado
En la década de los 70, Camilo había adquirido una máquina impresora para un periódico vespertino que proyectaba hacer en Barranquilla. Cuando ese equipo de impresión llegó al puerto local, procedente de Alemania, tuvo un accidente al reventarse un cable de acero de la grúa que la ubicaría en el muelle. La máquina quedó semidestruida y a la sazón él acababa de recibir el título de Doctor en Derecho. Su primer pleito fue una demanda contra la Flota Mercante Grancolombiana y Puertos de Colombia. El proceso tuvo las tres instancias, resultando todas favorables al demandante, quien para obligar a que la Grancolombiana hiciera la cancelación de la condena procedió a embargarle dos buques, uno en el puerto de Barranquilla y otro en el de Santa Marta.
De ahí en adelante, al conocerse los magníficos resultados de la demanda a la Flota Mercante Grancolombiana, varias personas con problemas pendientes acudían desde entonces a los servicios profesionales de abogado de Camilo, actividad que alternó con el periodismo.
Fallece el 24 de septiembre de 2016, luego de algunos quebrantos de salud, a la edad de 82 años.

## Pedagogía
Sin abandonar el periodismo, pero inclinado hacia la enseñanza del mismo como ocurrió cuando llegó a Barranquilla a fundar la agencia de noticias TELEREPORTER, ahora ha convertido esta unidad en un núcleo docente a la manera de una escuela "al aire", teniendo por presuntos alumnos al público en general y para ello utiliza el método de enseñar con el ejemplo. Y es así como diariamente elabora de una a tres noticias con esta indicación:
1. TÍTULO. Ahí debe sintetizarse por lo menos el "Qué" y el "Cuándo" de la noticia.
2. SUBTÍTULO. Su nombre lo indica, y debe ser muy breve. Puede prescindirse de él.
3. NOTICIA PROPIAMENTE DICHA. Aquí van el "Qué", "Quién", "Cómo", "Dónde" y "Por qué", dividido en tres grupos, cada uno no mayor de seis líneas y los dos finales con su respectivo subtítulo.

## Publicaciones
1. DERECHO DE SEGUROS (1970). Ésta fue una conferencia como estudiante de derecho, que luego se vendió en universidades como texto guía en la materia de derecho comercial.
2. REPORTAJE A BARRANQUILLA (2011).
3. PERIODISMO CREATIVO (2014). Pedagogía de la noticia.